# Madre en años luz
Madre en años luz, de 1984, es el cuarto y último álbum de estudio de la banda de rock argentino Spinetta Jade y el décimo octavo en el que tiene participación decisiva Luis Alberto Spinetta. Fue el primer disco argentino grabado con máster digital.
En este trabajo Spinetta Jade había tenido nuevos cambios respecto del disco anterior: Juan Carlos "Mono" Fontana reemplaza a Leo Sujatovich en los teclados, y se suma el guitarrista Lito Epumer, volviendo a ser otra vez un quinteto. El grupo se completaba con el propio Spinetta (guitarra y voz) , César Franov (bajo) y Pomo Lorenzo, que solo interpreta los platillos en "Diganlé". Como músicos invitados participan el músico uruguayo Osvaldo Fattoruso (percusión en "Mula alma" y timbaletas en "Enero del último día"), y Pedro Aznar (programación en "Ludmila" y "Diganlé").
El álbum tiene la particularidad de no tener batería -con excepción de los platillos en el tema "Diganlé"-, ya que fue el propio Spinetta quien programó las secuencias de batería electrónica, a tal punto que en los créditos se lo anuncia como si fuera un integrante de la banda: "Señor Tempo DMX: DX Digital Drums". Esta modalidad se generalizaría en esa década, pero en este momento era completamente inusual. Aunque anteriormente ya lo había hecho Charly García en el 82, presentando a la batería Roland como un integrante más, incluso en los conciertos, la Roland TR-808.
Contiene temas como "Ludmila", "Camafeo" (un hit que se utilizó con otra letra cedida por el propio Luis, como jingle de la FM Rock and Pop) y "Entonces es como dar amor". En el megarrecital Spinetta y las Bandas Eternas organizado por Luis Alberto Spinetta en 2009 para celebrar sus 40 años en la música, Spinetta interpretó un tema del álbum, "¿No ves que ya no somos chiquitos?", junto al Mono Fontana.
El disco sería presentado por primera vez, no oficialmente, en los recitales organizados en 1984 por el nuevo gobierno democrático de la Municipalidad de Buenos Aires en Barrancas de Belgrano, pero la presentación oficial se daría en mayo de 1985 en el estadio Luna Park.

## Contexto
En 1984 Spinetta Jade cambió completamente su formación. Se retiró Leo Sujatovich (teclados), decisivo en la formación anterior, y se integran el Mono Fontana (teclados) y Lito Epumer (guitarra). En el grupo permanecen César Franov (bajo) y Pomo Lorenzo (batería). En los años '70, Epumer y Fontana (éste con 13 años) habían formado una banda efímera, Madre Atómica, que había deslumbrado por el virtuosismo de sus integrantes. Madre Atómica también había sido integrada por Pedro Aznar (también con 13 años), miembro original de Spinetta Jade, que participó del armado del álbum y del recital de presentación en las Barracas de Belgrano. Al año siguiente también se sumó a la banda Paul Dourge (bajo y minimoog), otro exintegrante de Madre Atómica. Para completar las relaciones entre Madre Atómica y Spinetta Jade en la etapa de Madre en años luz, Madre Atómica volvió a reunirse en 1985, con Fontana y Epumer, como miembros originales, a quienes se sumaron Franov (reemplazado por Guillermo Vadalá) y José Morelli, grabando en 1986 su único álbum.
El álbum marca el ingreso del Mono Fontana al entorno musical de Spinetta, un músico por el que Spinetta sentiría siempre una admiración superlativa y con quien trabajaría en la década siguiente.

Yo considero que el Mono es un excelente arreglador y un verdadero artista, al igual que Lito Epumer. Otros músicos con los que he trabajado son súper artísticos pero no son artistas. Con Lito y el Mono alcancé un grado mucho más artesanal que antes. El Mono es mi ídolo a nivel musical, nunca me pasó algo así con otro tecladista, sin desmerecer a ninguno.
Luis Alberto Spinetta

Si el espacio creado entre un hombre y un instrumento musical en parte galaxia, en parte piel de cercanía se reuniera como los elementos que componen un imán, además, tuviese el don más puro, entonces todos nosotros estaríamos de una u otra forma escuchando dentro del corazón del Mono. Estaríamos en el ámbito profundo de las sonoridades que son, como tantas otras cosas, parte de su alma. Y es su vida solitaria la que sólo necesita música, como una eterna pila que incita al abismo. Ese abismo en notas creadas por el Mono Fontana se traduce como el abismo de la hermosura. Al quedarnos callados, a veces, padecemos algo: sólo escuchamos las voces erróneas de reclamo agolpadas tras los destellos de la conciencia. En ese silencio, hay un músico capaz de despertarnos del letargo u lograr movernos. Esa es la parte más divina. Porque es la de salir a tocar notas con el sentido de la verdad que nos propuso aceptar la forma de ver a nuestro alrededor y sentir básicamente el alma de todo. Primero el alma y luego su sonido.

Por eso, el Mono Fontana toca con el silencio hasta llegar a elaborar ese arte capaz de emprender las notas desde abajo, desde donde no se han creado aún. Y aunque, obviamente, están todas allí ya creadas - todos los E bemol y los F mayor - muy pocas veces este sentido de profunda verdad les precede. Eso es lo que suena tan bien en su música. Se siente el humilde ingreso de cada nota en nuestra vida y la forma en la que reverbera inmediatamente en el oído. Esta predestinación de sonidos tallados desde su silencio, sigilosamente se posa como un gato lo hace sobre el tejado, hábil y maravillosamente. Crear así, supongo, debe producir desvaríos naturales, aparentes visiones, producto de una comprensión y una precisión pasmosas, que pasan a la velocidad de la hiperluz. Pero al solo posar las manos en los teclados invisibles de la vida deja una sola estela, la de su infinito amor. Esto ha sido más que un texto en su música, tengo la dicha de haber tocado con él en un montón de temas y me siento agradecido y orgulloso por lo que hicimos. Esto ha sido una conversación con mi propia alma, y espero sea un anhelado reconocimiento de todos los que lo amamos.

Lo estaremos escuchando hasta el fin del tiempo...
Luis Alberto Spinetta

Spinetta grabaría cinco álbumes de estudio con el Mono Fontana: Madre en años luz (1984), Privé (1986), Téster de violencia (1988), Don Lucero (1989) y Pelusón of milk (1991). Además participó de los recitales grabados, Exactas (1990) y Estrelicia MTV Unplugged (1997) con Spinetta y los Socios del Desierto.
El álbum fue presentado oficialmente en mayo de 1985 en el Luna Park de Buenos Aires y Spinetta se presentó disfrazado de androide y con el pelo teñido de naranja. En el recital participaron como invitados de Pedro Aznar y Charly García, que fue silbado al presentarse por una parte del público lo que generó a su vez el enojo de Spinetta y manifestó ese enojo decidiendo no hacer bises. El episodio también llevó a Spinetta a componer una canción que tituló "No seas fanática" y que fue incluida en su siguiente álbum, Privé.

## El álbum

### Título, portada y sobre
El título deriva en parte del nombre de la banda Madre Atómica, grupo que en la década de 1970 habían formado el Mono Fontana y Lito Epumer, que también integró Pedro Aznar, a la cual Spinetta buscó homenajear con este álbum.
La expresión "años luz" se relaciona con el impacto que la serie "Cosmos", de Carl Sagan, estaba teniendo sobre la propia visión cósmica de Spinetta. Pablo Perel, director del documental Spinetta, el video (1986), cuenta que en ese momento como el Flaco relacionaba su propio "cosmos spinetteano" con las imágenes de la serie "Cosmos", de Carl Sagan, de enorme éxito en ese momento.
Spinetta, en las conversaciones con Eduardo Berti, que "Madre en años luz" también se refiere a "la data de la madre final", "es la madre de todas las informaciones, semejante al big-bang". El último tema del álbum, "Diganlé", alude a éste significado presente en el título.

...el desierto borrará todas las memorias
la data de la madre final
 se seguirá
imprimiendo en un banco de niebla...
Diganlé (fragmento)

La tapa y la contratapa tienen imágenes tomadas de serigrafías del artista plástico Sixto Caldano (fallecido en 2008). El diseño gráfico es de Carlos Mayo.
La tapa muestra una niña suspendida en el cosmos, con un vestido amarillo y un moño rojo en el pelo, mirando una serie de símbolos, entre los que pueden verse un símbolo femenino y otros masculino, así como uno correspondiente al infinito (tema presente en varias obras de Caldano).
La contratapa muestra a un niño o niña, con el pelo rapado al ras, frente a cuatro seres de cabeza amarillas, sentados con auriculares. Uno de ellos lleva un teclado con flechas.
El sobre en el que se resguarda el disco es amarillo, contiene una serie de símbolos pertenecientes a algún tipo de desconocido lenguaje digital y tiene las letras de las canciones (sin puntuación ni división entre versos) y los datos técnicos escritos a mano por el filósofo Alejandro Rozitchner.

### Contenido
Dentro de la obra de Spinetta, Madre en años luz fue la primera obra en Spinetta trabaja con Juan Carlos "el Mono" Fontana, una asociación que sería muy importante en el sonido de Spinetta a partir de los años '80. Berti, le preguntó si el disco significó para él "una nueva visión musical", y Spinetta contesta que "podría decirse que sí", y menciona la "máquina de ritmos" (Oberheim DMX) y el sonido que le aportan el Mono Fontana, con sus arreglos, principalmente y Lito Epumer. Para Spinetta la batería digital tendría tanta importancia que en los créditos la presentó como si fuera un músico más: "Señor Tempo DMX: DX Digital Drums". El Flaco menciona que fue Pedro Aznar el que le llevó el Oberheim DMX y que fue en ese momento que aprendió a programarlo.
En su momento el nuevo sonido electrónico que Spinetta inauguraba con este álbum, generó debates y críticas, llegando algunos fanes a hablar de "traición", por utilizar una tecnología que se percibía como "la del enemigo".

### Los temas
Originalmente el álbum fue grabado en un LP de vinilo, con cinco temas del lado A y cuatro temas del lado B. Todos los temas fueron compuestos por Spinetta, con excepción de «Mula alma», el único tema instrumental que fue compuesto por Juan Carlos "Mono" Fontana.
El primer tema del lado A es «Camafeo», que se hizo muy conocido al año siguiente porque fue utilizado con otra letra para promocionar la recién fundada emisora de radio Rock & Pop. El segundo tema es «Entonces es como dar amor», una bella balada de amor ubicada en el andén de la estación de tren de Acassuso. El tercer tema es «Amarilla flor», caracterizado por el diálogo entre la caja de ritmos y los teclados de Fontana. El cuarto tema es «Este es el hombre de hielo» sobre un ser venido de Plutón que toma el poder en la Tierra. El último tema del lado A es «¿No ves que ya no somos chiquitos?», una canción escrita solo con preguntas realizadas a la esposa de Spinetta.
El lado B se inicia con el tema «Ludmila», destacado por su "urgencia rítmica" y el grito con el que el cantante llama a la mujer que nombra la canción. El séptimo tema es «Enero del último día», otra bella historia de amor contada con una balada que también involucra el andén de una estación de tren. El octavo tema es «Mula alma», un instrumental en ritmo de chacarera compuesto por el Mono Fontana sobre una creencia del norte argentino, la mulánima. El último tema del disco es «Diganlé», el más extenso del álbum (6 minutos, 33 segundo) y el único del álbum en el que Pomo toca la batería, en tanto Lito Epumer ejecuta un largo solo de guitarra final.

## Spinetta y Fattoruso
El músico Hugo Fattoruso, exintegrante de Los Shakers, banda uruguaya fundamental para los orígenes del rock nacional en la Argentina, participó en dos grabaciones del álbum: «Almamula» y «Diganlé».
Spinetta tenía una enorme admiración por Hugo Fattoruso a quién llegó a ubicar entre sus influencias, junto a Los Beatles. En 2002 escribió en La Nación un artículo titulado "Apuntes sobre la creatividad del Fatto", exclusivamente dedicado a elogiar a Fattoruso y a Los Shakers y detallar la enorme influencia que ejerció sobre él:

Este duende ha sido capaz de marcar, antes que nadie, el camino hacia la fusión de la tonada beat con el jazz, la bossa, el candombe,en una progresión interminable hacia las esferas... 

Entre todos los discos de la era Beatle, entre los mejores de todos todos, para mí figura un título. Es un tema de Los Shakers, es un título sorprendente: "Espero que les guste 042". Recuerdo que lo fui a escuchar a una cabina de la casa Frávega, en Cabildo y Mendoza, a la salida del colegio. Era un disco de vinilo simple, un single. Yo lo escuché entero, cuando terminó empecé a temblar, me puse rojo de la emoción, los auriculares se quedaron pegados a mi cabeza. Me solté la corbata, salí abruptamente de la cabina, devolví el disco que, obviamente, no podía comprar, y me fui casi corriendo hasta Arribeños. La conmoción de haber sentido todo eso, de tener la mínima conciencia de lo que significaba, era saber, casi en secreto, que había escuchado la música perfecta, algo mejor y más moderno que los Beatles.

Ese hecho marcó mi vida para siempre.Es el legado de la imaginación. Mis recuerdos son muy patentes. Esa misma noche estaba enfermizamente intentando componer algo nuevo con mi criolla, aún aturdido por las visiones de todas esas posibilidades, guiado por el instinto y la "cercanía" de un hermano, un genio uruguayo: Hugo Fattoruso
Luis Alberto Spinetta

## Lista de temas
1. Camafeo (Spinetta) - 3:52
2. Entonces es como dar amor (Spinetta) - 5:15
3. Amarilla flor (Spinetta) - 3:12
4. Este es el hombre de hielo (Spinetta) - 3:41
5. ¿No ves que ya no somos chiquitos? (Spinetta) - 2:15
6. Ludmila (Spinetta - L.Sujatovich) - 3:48
7. Enero del último día (Spinetta) - 3:41
8. Mula alma (Juan Carlos Fontana) - 3:42
9. Diganlé (Spinetta) - 6:36

## Músicos
- César Franov: Bajo Peavey (arreglo de bajo en "El hombre de hielo").
- Héctor "Pomo" Lorenzo: Platos en "Diganlé".
- Juan Carlos "Mono" Fontana: Yamaha Grand - Yamaha DX7 - OBX-8 Oberheim - Moog The Source, arreglos de teclado.
- Lito Epumer: Guitarra Gibson 175 - Tele Fender (arreglos de guitarra en "Entonces" y solo en "Diganlé").
- Luis Alberto Spinetta: Guitarra Roland polifónica, programación y voces.

### Invitados
- Osvaldo Fattoruso: Percusión en "Mula Alma" y timbaletas en "Enero del último día".
- Pedro Aznar: Programación en "Ludmila" y "Diganlé".

En los créditos del disco, también aparece como "invitada", con el nombre de "Señor Tempo DMX", la máquina de ritmos Oberheim DMX usada para programar digitalmente la batería.